# John Alexander (Politiker)

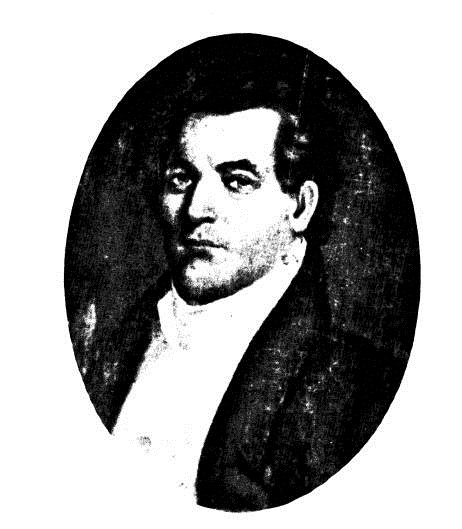
John Alexander

John Alexander (* 16. April 1777 in Crowsville, Spartanburg County, South Carolina; † 28. Juni 1848 in Xenia, Ohio) war ein US-amerikanischer Jurist und Politiker (Demokratisch-Republikanische Partei). Von 1813 bis 1817 war er Mitglied des Repräsentantenhauses der Vereinigten Staaten für den 2. Kongressdistrikt des Bundesstaates Ohio.

## Biografie
Alexander wurde in Crowsville geboren. Nach dem Besuch von öffentlichen Schulen zog er 1803 nach Miamisburg. Er studierte Jura; der Ort ist allerdings nicht bekannt. Nachdem er 1804 als Rechtsanwalt zugelassen worden war, zog er 1805 nach Xenia und eröffnete dort eine Anwaltskanzlei. Am Supreme Court of the United States war er an mehreren Verhandlungen beteiligt. 1808 wurde er zum Staatsanwalt ernannt, dieses Amt hatte er bis 1833 inne.
Als Vertreter der Demokratisch-Republikanischen Partei saß er ab 1813 für den erst in jenem Jahr eingerichteten 2. Distrikt von Ohio im US-Repräsentantenhaus. 1817 stellte er sich zur Wiederwahl, musste sich aber John Wilson Campbell geschlagen geben. Nach dem Ausscheiden aus dem House praktizierte Alexander wieder als Staats- und Rechtsanwalt. Von 1822 bis 1824 saß er im Senat von Ohio; dem Repräsentantenhaus von Ohio gehörte er für zwei Legislaturperioden an. 1834 zog er sich ins Privatleben zurück. Er starb 1848 in Xenia und wurde auf dem Woodlawn Cemetery beigesetzt.